# Hor-wepesch-taui
Hor-wepesch-taui (auch Hor-tasch-taui) ist der altägyptische Name einer Himmelsgottheit. In der altägyptischen Mythologie und altägyptischen Astronomie bezeichnete Hor-wepesch-taui den Planeten Jupiter.

## Hintergrund
In zwei Belegen wird zwar Hor-wepesch-taui mit dem Sonnengott Re in Verbindung gebracht. Diese Zuweisung ist jedoch als fehlerhaft zu betrachten, da Re als Gottheit des Planeten Mars fungiert. In den Himmelsdarstellungen des Osireions ist die Vorlage, die den Namen des Gottes des Jupiters enthält, ebenfalls zerstört. Im Pyramidentextspruch 1455 ist Jupiter bereits im Alten Reich als Erleuchter des Himmels belegt:

„Ich (der König) bin der Stern, der den Himmel erleuchtet. Ich steige auf zum Gott, so dass ich geschützt werde, denn der Himmel und die Erde wird ewiglich nicht ohne mich sein.“

Obwohl der Name Hor-wepesch-taui auf Horus zu verweisen scheint, gilt eine Identifikation von Horus als Gottheit des Jupiters als ausgeschlossen. Horus konnte aufgrund der mythologischen Texte als Hor-ka-pet mit dem Planeten Saturn gleichgesetzt werden. Möglicherweise ist Osiris dem Jupiter zuzuordnen.